# Pigafetta Montes
I Pigafetta Montes sono una struttura geologica della superficie di Plutone.